# Merogomphus
Merogomphus – rodzaj ważek z rodziny gadziogłówkowatych (Gomphidae).

## Systematyka
Rodzaj ten utworzył w 1904 roku René Martin dla nowo opisanego przez siebie gatunku Merogomphus pavici. Obecnie do rodzaju zaliczane są następujące gatunki:
- Merogomphus aryanadensis Chandran A.V., Chandran R., Sawant & Jose, 2025
- Merogomphus femoralis Laidlaw, 1931
- Merogomphus flavoreductus Sawant, Chandran A.V., Koparde & Kunte, 2025
- Merogomphus longistigma (Fraser, 1922)
- Merogomphus pavici Martin, 1904
- Merogomphus tamaracherriensis Fraser, 1931
- Merogomphus torpens (Needham, 1930)
- Merogomphus vandykei Needham, 1930
- Merogomphus vespertinus Chao, 1999